# MPS 1550 C
La MPS 1550 C è una stampante ad aghi 9 pin per sistemi Commodore, compatibile con la Epson JX 80.
Sono disponibili caricatori per l'alimentazione a singolo foglio o modulo continuo. Il modulo per l'alimentazione a singolo foglio era facoltativo.
La stampante era compatibile con C64, C128, Commodore 16, C116, Plus/4, PC IBM-compatibili e Amiga.
La risoluzione di stampa era 9 x 5 + 4 punti in qualità bozza e 18 x 9 punti in qualità standard.
Olivetti produceva la stampante per conto di Commodore, basandola sulla Olivetti DM-105.

## Proprietà
- Testina di stampa a 9 pin
- 120 caratteri al secondo in qualità bozza, in Near-Letter Quality (NLQ) 25 caratteri al secondo
- Formati Matrix (modalità Commodore): 9 × 5 + 4 per standard 18 × 9 per NLQ
- In modalità CBM con programmabile Commodore BASIC
- Compatibilità con IBM Graphics Printer, IBM Proprinter, EPSON JX 80
- Doppia interfaccia: interfaccia seriale per il collegamento, ad esempio, C 64 e l'interfaccia parallela IEEE 1284 per PC IBM-compatibili
- Caratteri: Pica, Elite, Micro Condensed, Pica Compressed, Elite Compressed, Micro Compressed
- Dimensioni (Altezza / Larghezza / Profondità): 94 × 370 × 253 millimetri
- Peso: 4,2 kg
- Buffer: 5,5 kByte

## Versioni firmware
- Versione 1.00 (29 ottobre 1987)
- Versione 1.2c (5 giugno 1989)